# Burg (Brandemburgo)
Burg (em baixo sorábio: Bórkowy) é um município da Alemanha, situado no distrito de Spree-Neiße, no estado de Brandemburgo. Tem 35,16 km² de área, e sua população em 2019 foi estimada em 4.242 habitantes.